# Wartehäuschen der städtischen Verkehrsbetriebe (1929/30)

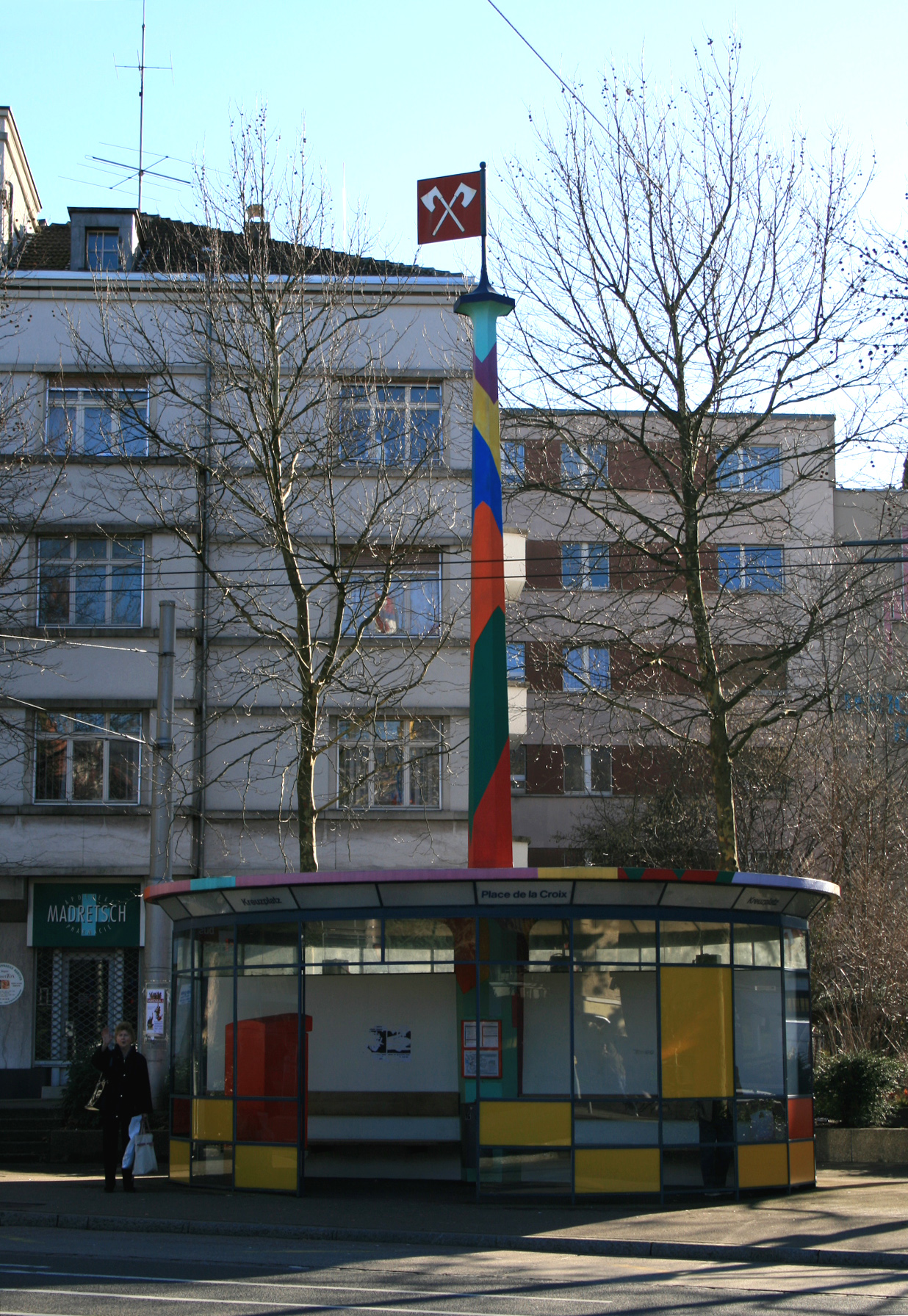
Wartehäuschen Kreuzplatz (2007)

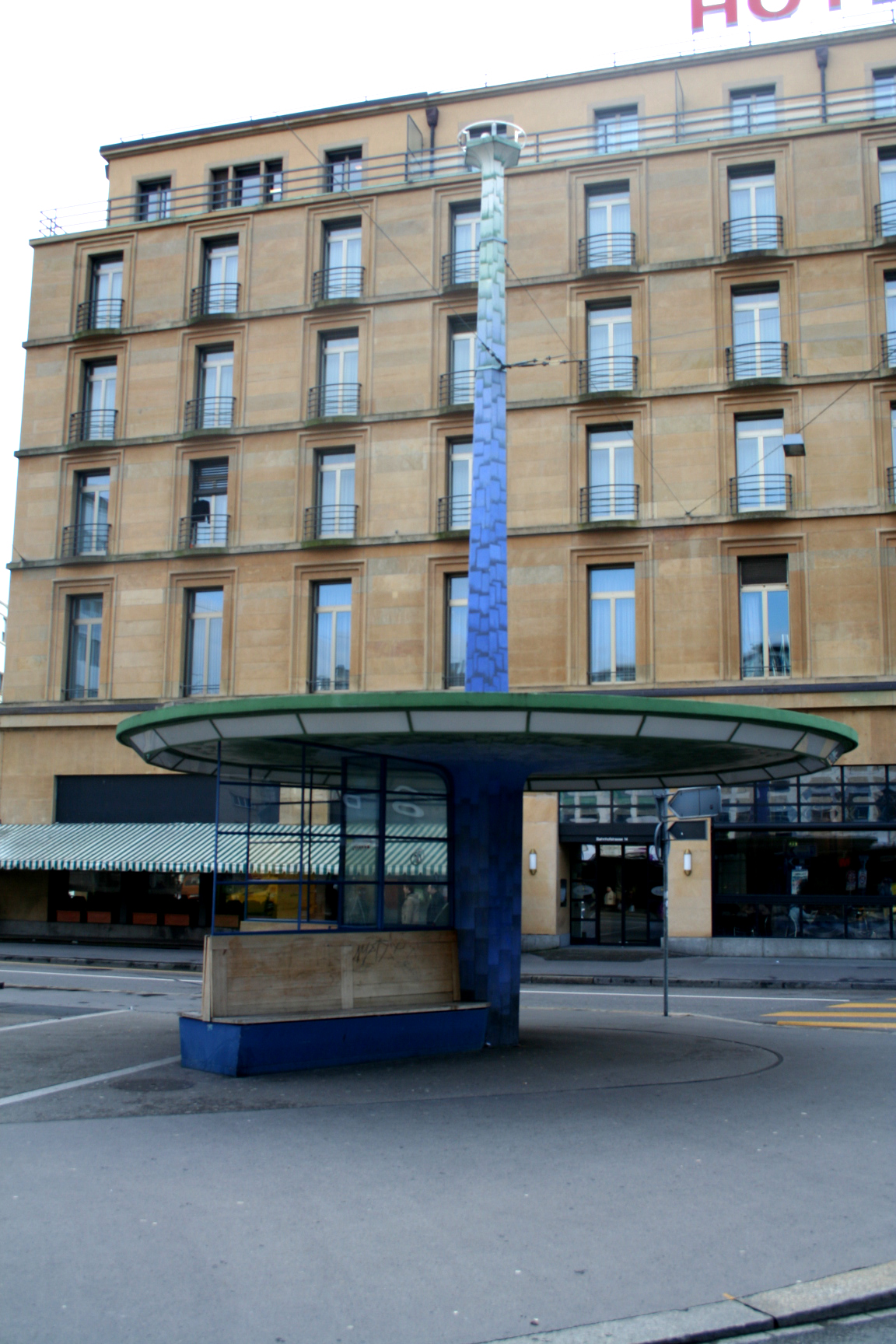
Zum Vergleich: Unveränderte Wartehalle am Guisanplatz (2007)

Das Wartehäuschen, Brüggstrasse 2b am Kreuzplatz in Biel/Bienne im Kanton Bern in der Schweiz wurde 1929/1930 von Ernst Berger im Stil der «Bieler Moderne» errichtet und steht als Kulturgut unter Denkmalschutz.

## Beschreibung
Das Wartehäuschen wurde in den Jahren 1929 bis 1930 erbaut und liegt an einem Verkehrsknotenpunkt am Kreuzplatz. Hier treffen die Brüggstrasse, die Zentralstrasse, die Alfred-Aebi-Strasse und die Madretschstrasse zusammen. Der Entwurf stammt von Ernst Berger und entspricht im Ursprung dem pilzförmigen Bautyp auf dem Guisan-Platz. Ein vorgefertigter, armierter Betonmast trägt ein auskragendes Betondach. Das Bauwerk stand ursprünglich mitten auf dem Platz und wurde im Jahr 1982 an seinen heutigen Standort verlegt. Der Glasschutz und die auffällige Farbgebung stammen auch aus dieser Zeit. Die typische, umlaufende Beleuchtung unter einer Opalglasblende am Rand des Flachdaches wurde entsprechend dem Ursprungsentwurf erhalten. Der Warteraum mit Sitzbänken ist zum Platz offen, Telefonkabinen befinden sich an der Rückseite. Der Bau gehört zu den Wartehallen der Bieler Moderne, die von der Stadtverwaltung «bewusst als Elemente einer progressiven Stadtgestaltung» eingesetzt wurden. Das Bauwerk wurde 2003 rechtswirksam im Bauinventar des Kantons als «schützenswert» verzeichnet.